# Melanoplus chimariki
Melanoplus chimariki är en insektsart som beskrevs av Gurney och P.A. Buxton 1963. Melanoplus chimariki ingår i släktet Melanoplus och familjen gräshoppor. Inga underarter finns listade i Catalogue of Life.